# メトロ (リヨン)
リヨン・メトロ（フランス語: Métro de Lyon）は、フランスのリヨンを中心としたメトロポール・ド・リヨンで運行されている1978年に開業した地下鉄。現在4路線で構成されている。運営はRATP開発によって行われている。既存の鉄道路線との乗り入れはない。

## 概要
フランス第3の都市リヨンとその周辺地域（メトロポール・ド・リヨン）をカバーする公共交通機関の一つ。
フランス国鉄や日本の地下鉄と同じように左側通行となっており、他のフランス国内の地下鉄とは通行方式が異なっている。車体幅は2.90mとヨーロッパ各地を走る地下鉄の平均に比べると余裕がある。営業距離は30kmでそのうち80%は地下区間となっている。
1974年12月9日、クロワ・パケ駅とクロワ・ルース駅間を結ぶケーブルカーを鉄道に改良し、開業（現在のC線）。その後、1978年4月28日に空気圧式車両を用いたA線とB線の2路線の開業を機に、鉄道ネットワークとして広がった。1991年9月9日に自動運転方式となるD線が開業。
地下鉄およびその運営設備はすべてSYTRALモビリテが所有。運営は、2025年1月1日からTCLに代わり、RATP開発が公共サービス委託契約を通じて行っている

## 路線網
A、B、C、Dの4路線で構成されている。
| 路線 | 路線 | 開業年 | キロ程 | 駅数 | 区間                                                                                     |
| ---- | ---- | ------ | ------ | ---- | ---------------------------------------------------------------------------------------- |
|      | A線  | 1978年 | 9.2km  | 14   | ペラーシュ駅 〜 ヴォー＝アン＝ヴラン＝ラ・ソワ駅                                         |
|      | B線  | 1978年 | 10.1km | 12   | シャルペンヌ＝シャルル・エルニュ駅 〜 サン・ジェニ・ラヴァル＝オピタル・リヨン・スドゥ駅 |
|      | C線  | 1974年 | 2.5km  | 5    | オテル・ド・ヴィル＝ルイ・プラデル駅 〜 キュイール駅                                     |
|      | D線  | 1991年 | 12.6km | 15   | ガール・ド・ヴェーズ＝ジェラール・コロン駅 〜 ヴェニシュー駅                             |

### A線・B線

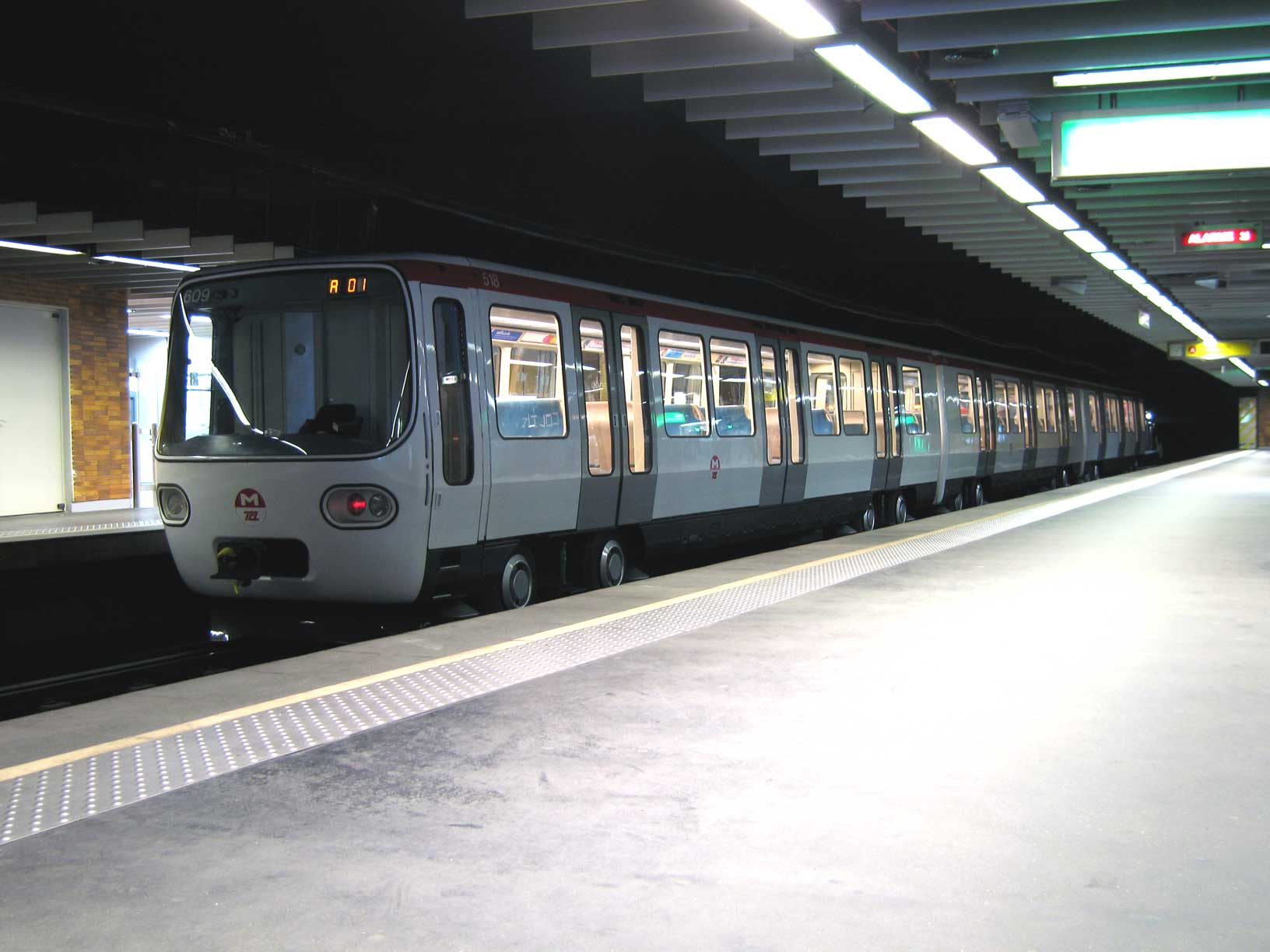
A線

A線（ペラーシュ駅〜ローラン・ボンヌヴェイ＝アストロバル駅）とB線（シャルペンヌ＝シャルル・エルニュ駅〜パール＝デュー＝ヴィヴィエ・マール駅）は開削工法で建設され、1978年5月2日に開業した。これらはゴムタイヤ式となっている（詳しくはパリ地下鉄を参照）。

### C線

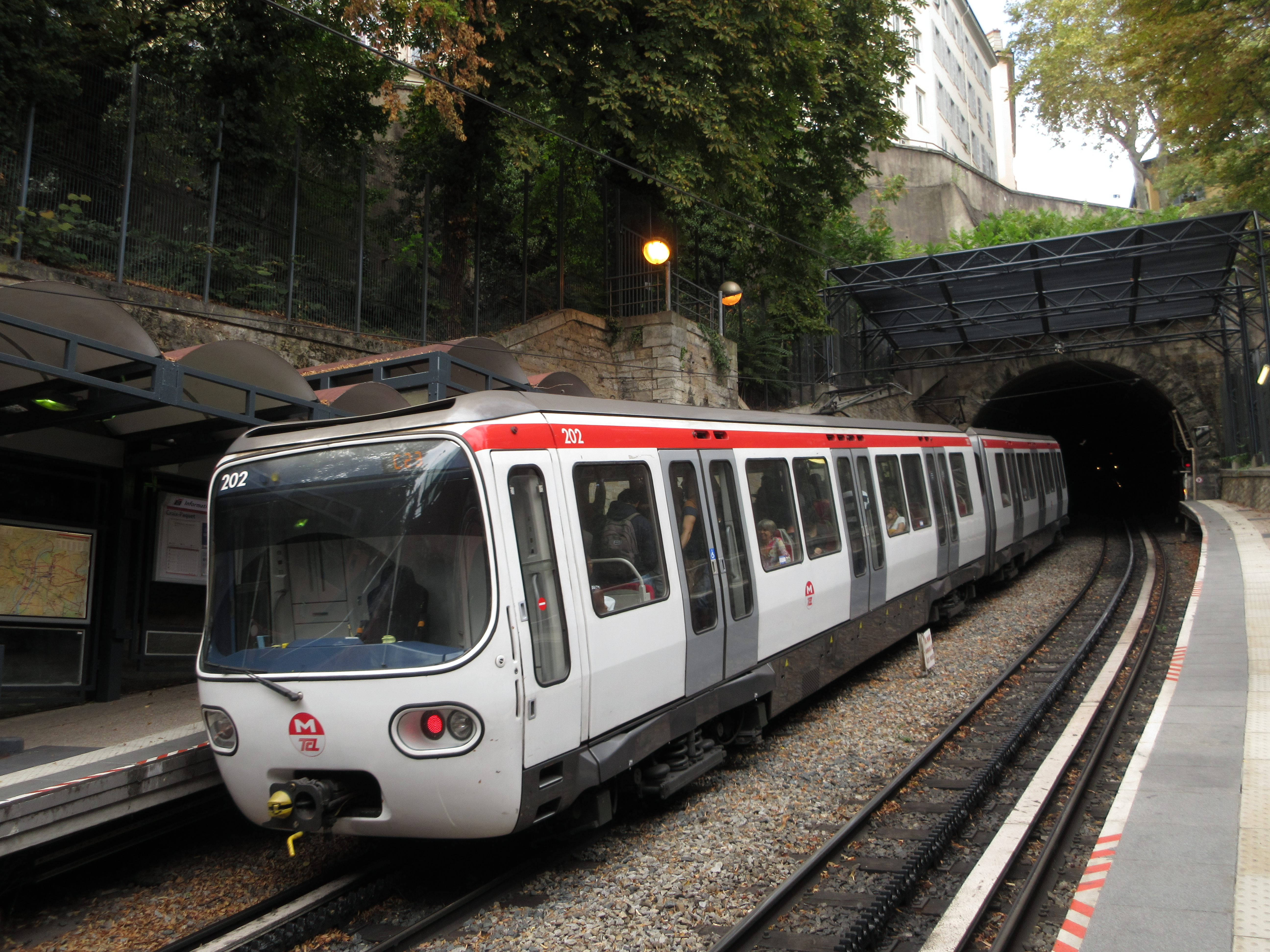
C線

C線は、リヨンのメトロで唯一鉄輪式・架空電車線で、一部区間は急勾配のためラック式となっている。ケーブルカーであった「クロワ＝ルース＝クロワ＝パケ鋼索鉄道」を1974年にラック式の鉄道に改修した路線である。1978年リヨン・メトロに統合されC線となり、都心へ延伸された（オテル・ド・ヴィル＝ルイ・プラデル駅〜クロワ＝ルース駅）。1984年12月8日にキュイール駅まで延伸されている。C線は様々な工法で建設されている。傾斜が急な所は深いトンネルを利用し、平坦なクロワ・ルースでは開削工法などが利用されている。クロワ＝パケ駅ではヨーロッパの地下鉄ではもっとも勾配があり17%となっており、その区間ではラック式鉄道となっている。営業距離は2.5kmである。キュイール駅手前は単線である。

### D線

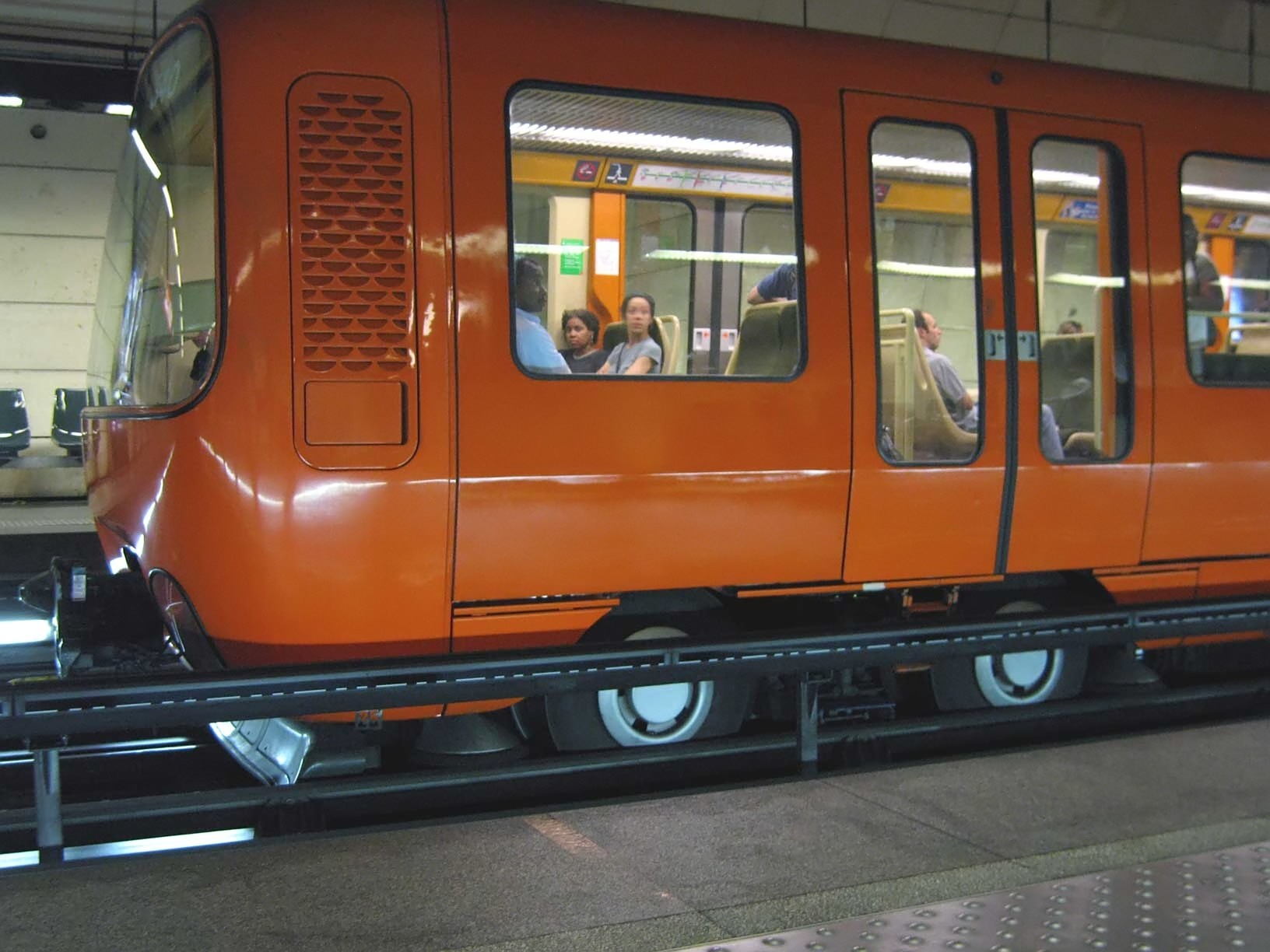
D線

D線は有人運転で1991年9月4日にゴルジュ・ド・ルー駅とグランジ・ブランシュ駅間で運行を開始した。D線はゴムタイヤ方式の地下鉄で自動運転装置MAGGALY(Métro Automatique à Grand Gabarit de l’Agglomération Lyonnaise)も装備している。1992年12月11日にヴェニシュー駅まで延伸され、自動運転も開始された。1997年4月28日にはガール・ド・ヴェーズ＝ジェラール・コロン駅まで延伸されている。
D線はリヨンでは最も深い路線で、工事ではトンネルボーリングマシンを使用し、ローヌ川とソーヌ川両河川の下を通っている。営業距離は13kmとリヨンメトロでは最も長い。